# Martin Rüegg
Martin Rüegg (* 1971) ist ein Schweizer Schauspieler.

## Werdegang
Seine Ausbildung erhielt Rüegg an der Neuen Münchner Schauspielschule (Ali Wunsch-König, Rüdiger Hacker, Erika Prahl) von 1996 bis 1998 und am Schauspiel München (Burkhart C. Kosminski, Pia Hänggi, Herbert Fischer, Holger Seitz) von 1998 bis 2001.
Rüegg ist als Filmschauspieler bekannt durch seine Rolle des Mario Giovanoli in der SRF-Serienproduktion «Der Bestatter». Neben Schauspiel für Kino und Fernsehen ist Rüegg auch als Theaterschauspieler tätig. Ausserdem arbeitet er zwischen den Engagements als Dozent für Schauspiel.
Rüegg wohnt in Kassel.

## Filmografie (Auswahl)
- 2003: Bravo TV
- 2005: O2 Hubert Burda
- 2007: Das Foto
- 2012: Zündkerzen
- 2012: Economy Break Pads
- 2012: Morpheus
- 2015: Der Bestatter
- 2019: Ein Fall für zwei (2014): Freigänger